# ونی سولدان-بروفلد
ونی ایرنه سولدان-بروفلد، معروف به ونی (۲ نوامبر ۱۸۶۳، هلسینکی – ۱۰ اکتبر ۱۹۴۵، لوهیا) نقاش، تصویرگر، گرافیست، مجسمه‌ساز چوبی و طراح جواهرات فنلاندی بود. او به جمعیت سوئدی زبان فنلاند تعلق داشت.

## پیشینه

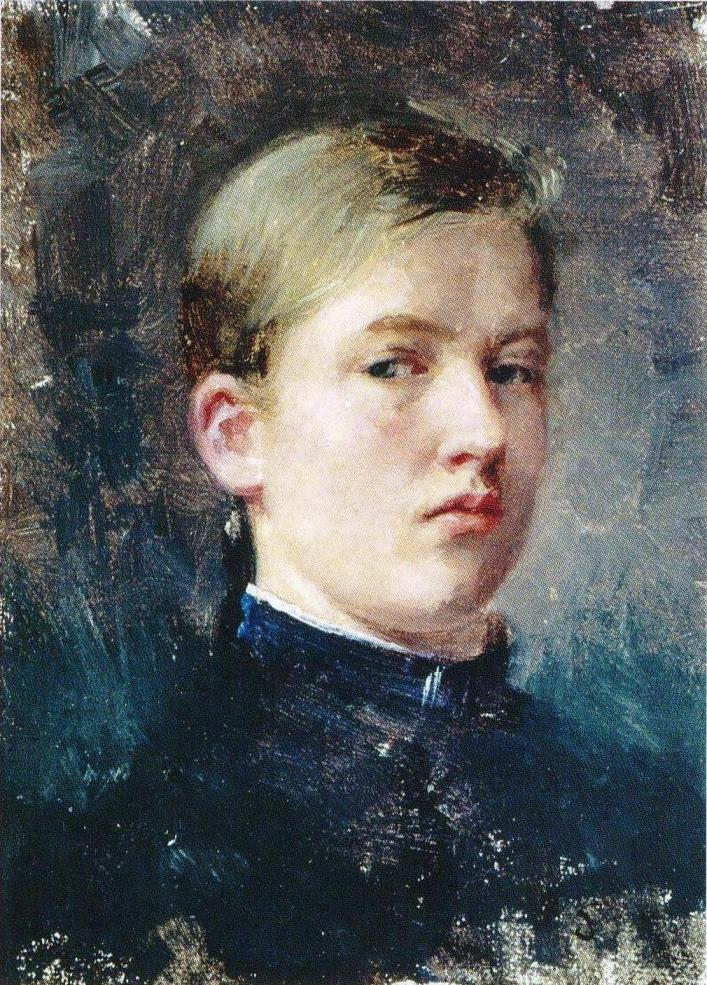
خودنگاره، ۱۸۸۲

پدر ونی مدیر ضرابخانه فنلاند و مادرش ماری مولر آلمانی بود و زبان غالب در خانواده، سوئدی صحبت می‌شد. تمایل او برای هنرمند شدن با حمایت صمیمانه خانواده‌اش همراه بود.
از سال ۱۸۸۰ تا ۱۸۸۴، او ابتدا در مدرسه طراحی انجمن هنر فنلاند (اکنون دانشکده هنرهای زیبا، هلسینکی) شرکت کرد، اما همچنین به‌طور خصوصی با ماریا ویک تحصیل کرد و از سال ۱۸۸۳ تا ۱۸۸۵ در کلاس‌های آموزشی در سن پترزبورگ شرکت کرد. 
او برای مدت کوتاهی در دو نوبت دانشجوی آکادمی کولاروسی پاریس بود. او همچنین با پولی که با کپی برداری از آثار کلاسیک قدیمی به دست آورده بود، سفرهای تحصیلی به اسپانیا و ایتالیا داشت و پس از بازگشت به هلسینکی، معلم هنر شد.

## ازدواج

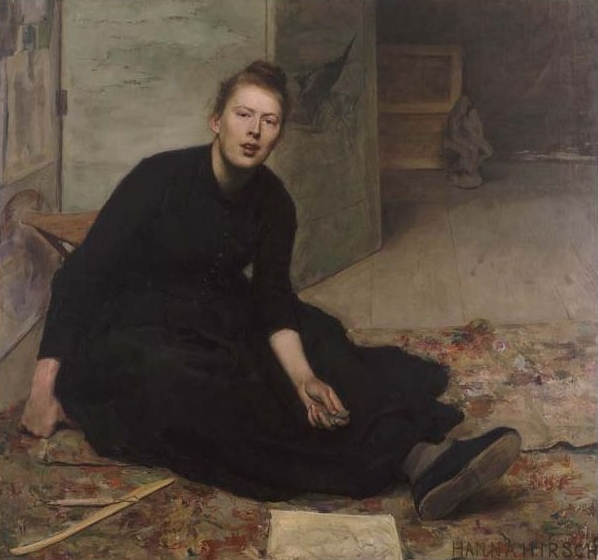
پرتره اثر هانا پائولی، ۱۸۸۵

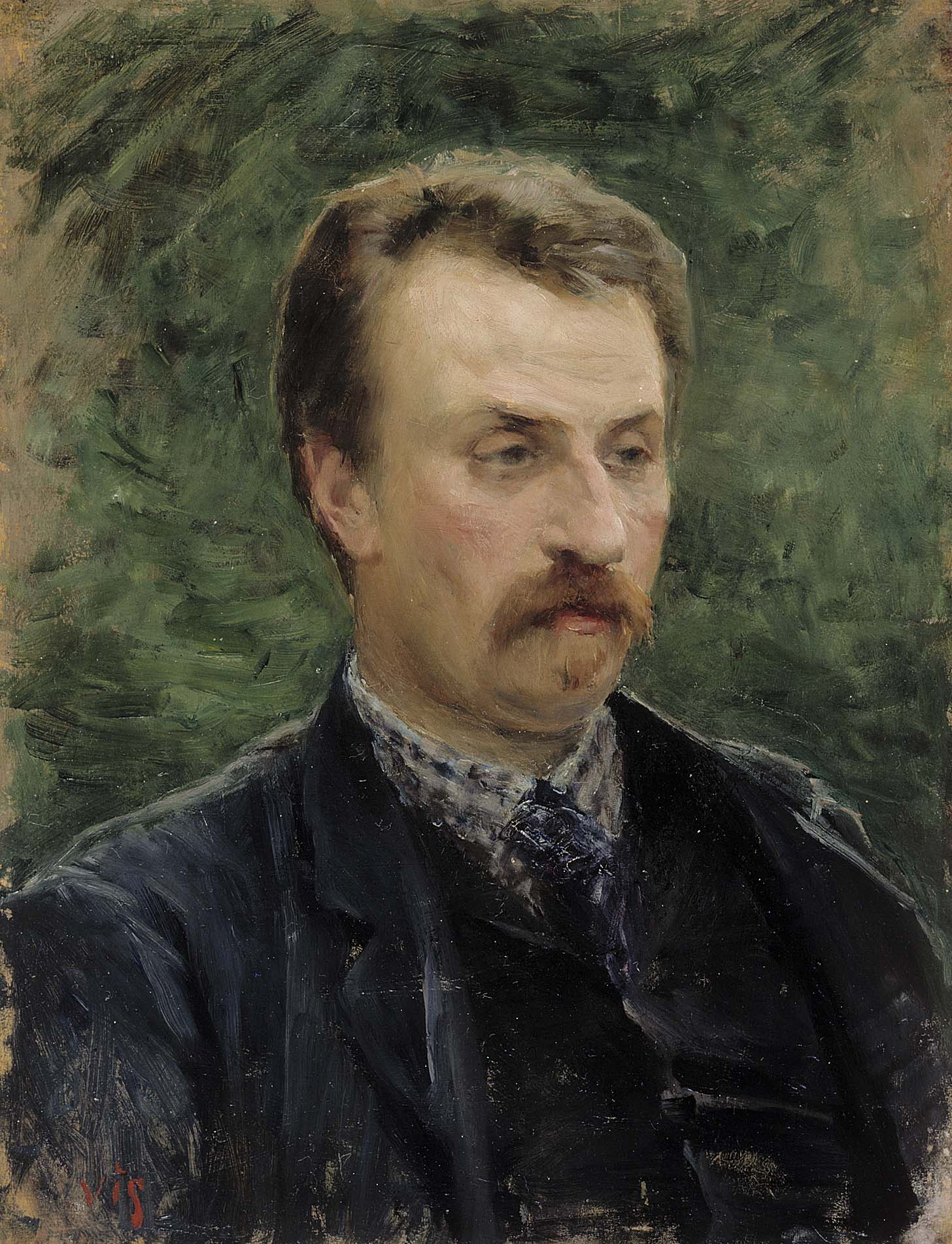
پرتره یوهانی آهو، ۱۸۹۱

او در سال ۱۸۹۰ با نویسنده فنلاندی یوهانی آهو در استودیو آنا سالستن آشنا شد. در سال ۱۸۹۱، آنها ازدواج کردند، ماه عسل خود را در سن پترزبورگ رفتند و در اولانلینا ساکن شدند. او نام بروفلد را به جای آهو انتخاب کرد زیرا هنوز نام قانونی شوهرش این بود. خانه آنها تبدیل به محل ملاقات افراد سرشناسی مانند ژان سیبلیوس، پککا هالونن، آلبرت ادلفلت، آکسلی گالن-کاللا و ارو یارنه‌فلت شد او گهگاه به خاطر عادات «مردانه» مانند کشیدن پیپ و پوشیدن شلوار مورد انتقاد قرار می‌گرفت.

## درگذشت

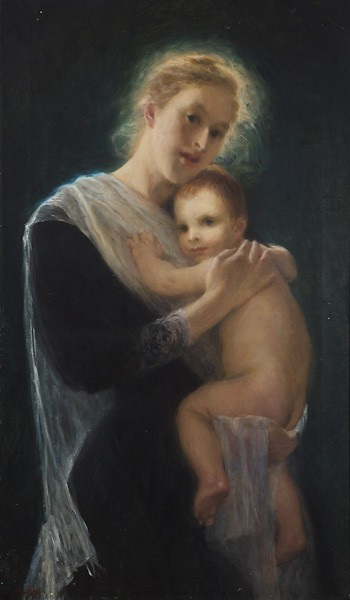
خودنگاره، ۱۸۹۰

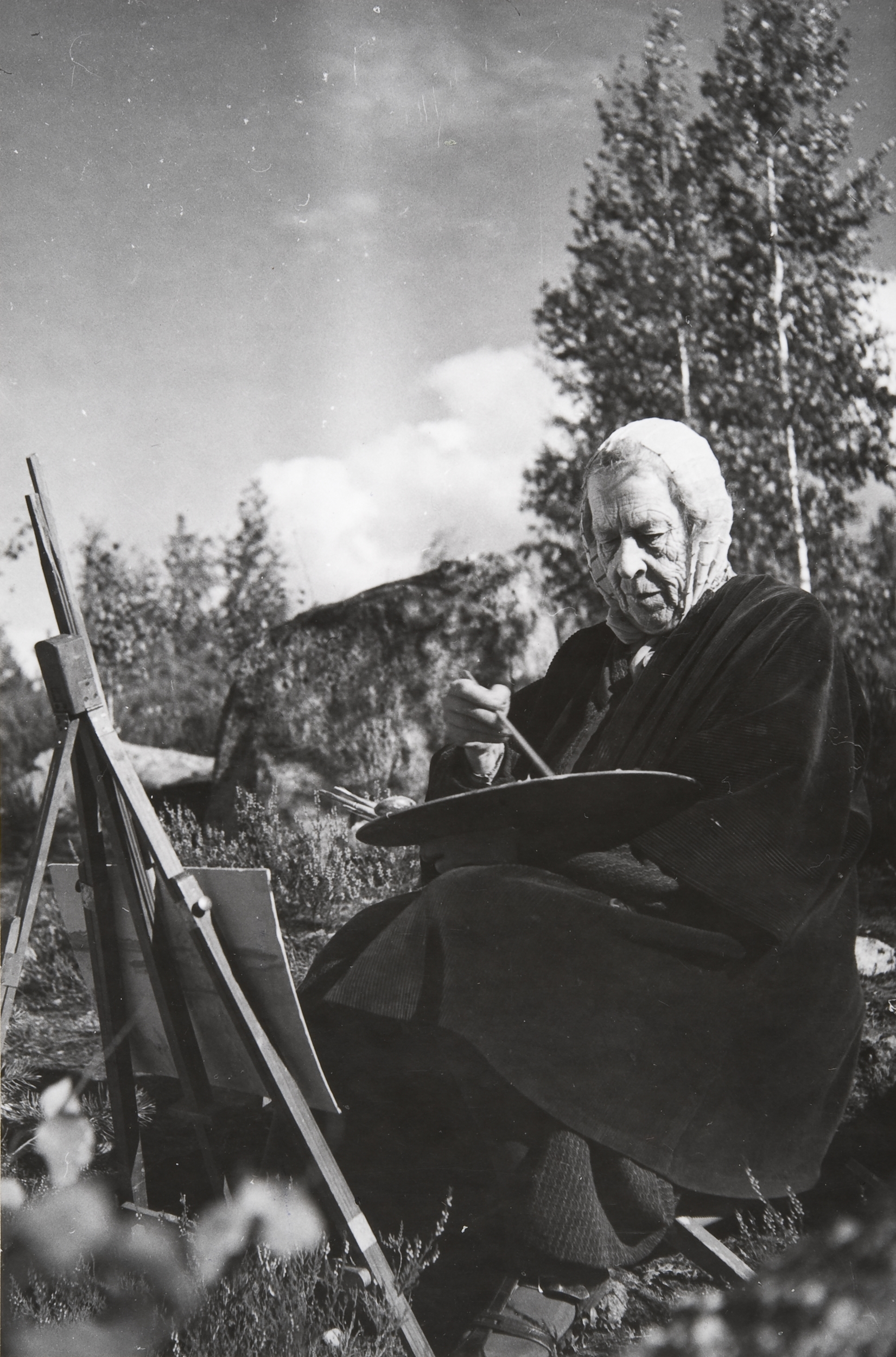
نقاشی در فضای باز در دهه ۱۹۳۰

در طول جنگ زمستان، او به کلبه‌ای در لوهیا نقل مکان کرد، که در سال ۱۹۴۵ در همانجا درگذشت. او در گورستان هیتانیمی، به خاک سپرده شد.

## نگارخانه
- ۱۸۸۳–۸۴
- ۱۸۹۲
- ۱۸۹۸
- ۱۸۹۸
- ۱۸۹۸
- ۱۸۹۵–۱۹۰۰
- ۱۸۹۷
- ۱۹۰۰
- ۱۹۰۰
- ۱۹۰۲
- ۱۹۰۲
- ۱۹۰۴
- ۱۹۰۷
- ۱۹۰۷
- ۱۹۱۶
- ۱۹۱۰
- ۱۹۱۴
- ۱۹۱۵–۱۹
- ۱۹۱۶
- ۱۹۱۷